# Григорій V Константинопольський
Григорій V (1746 — 10/22 квітня 1821) — духовний діяч, що тричі служив Константинопольським патріархом (1797–1798, 1806–1808 і 1818–1821 рр.). Його визнали національним мучеником, а Православна церква оголосила святим, вшановуючи його пам'ять 10 квітня, в день його повішання.

## Перші роки

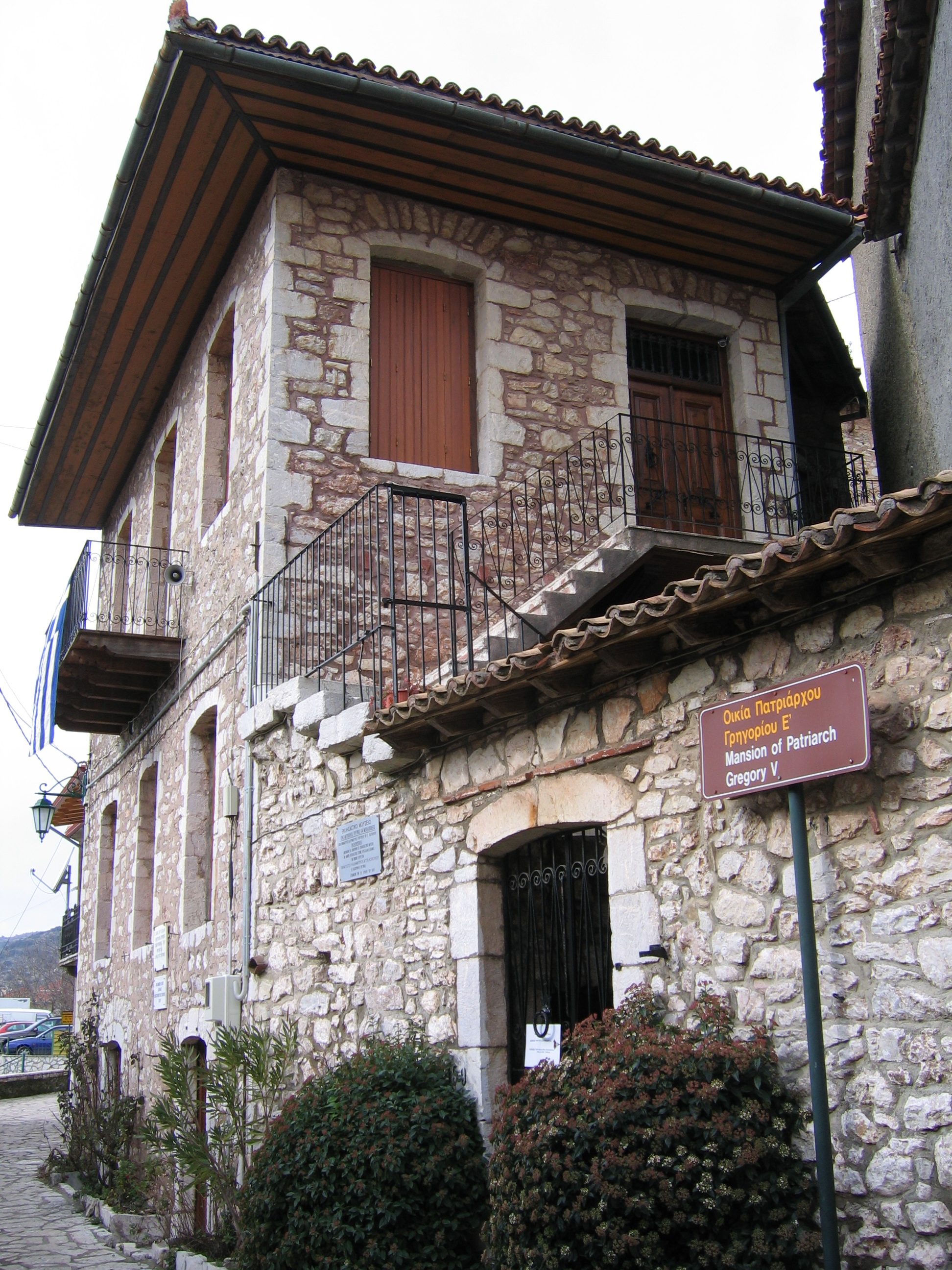
Батьківський дім Григорія XI у Діміцані

Григорій народився в 1745 або 1746 році в Діміцані з бідної родини і його світське ім'я було Георгій Ангелопулос. Його батьками були пастух Іоанніс і Азіміна Ангелопулу. Після основного навчання у своєму селі в 1765 році він на два роки поїхав до Афін, де навчався у проповідника з Яніни Димитріоса Водаса. У 1767 році він поїхав до Смірни, де його дядько, який служив ченцем в церкві Святого Георгія, допоміг йому навчатися в міській середній школі протягом п'яти років. З дитинства Георгій Ангелопулос мав стосунки з монастирем Філософа Аркадійського, завдяки чому зміцнювався його вроджений аскетизм. Таким чином, він відійшов у Строфадес і в монастирі Святого Діонісія там постригся в ченці, прийнявши ім'я Григорій.

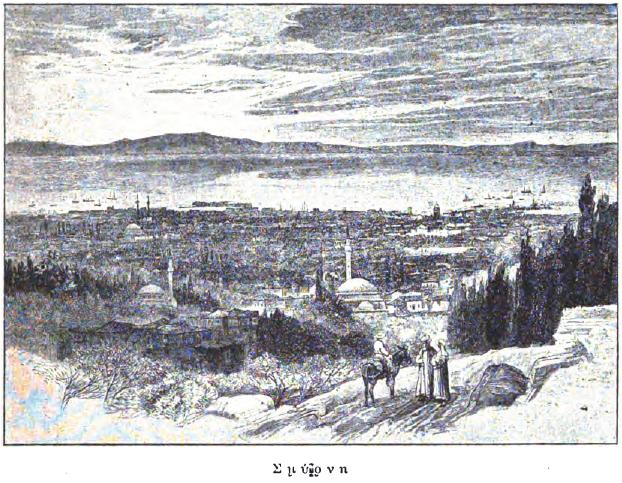
Смирна на гравюрі 1876 року

Після вивчення богослов'я та філософії в Патміадській школі у Даниїла Керамеаса та Василія Куталіноса, Григорій був запрошений тодішнім митрополитом Прокопієм до Смирни, де його висвятили на диякона та архідиякона. Він був швидко висвячений на священика, а потім обійняв посаду першого диякона Смирни, і займав цю посаду до 1785 року. Під час свого служіння та архієпархії в Смирні Григорій вів листування з єпископом Метоні Антімосом Караколосом з Діміцани, відомим у регіоні натхненником невдалої грецької революції в Орлофікі. З цієї кореспонденції було збережено історично цінний лист від 4 серпня 1778 року, де, засмучений невдалим результатом цього повстання, він повідомляв Анфімосу, що близько 60 000 греків з Пелопоннесу після великого руйнування, заподіяного їм албанцями, біженці знайшли притулок в Ізмірі та прилеглих районах, де їх охоче прийняли агадеси як робітники, дозволяючи їм створювати поселення, церкви тощо. і надання їм звільнення від сплати податків на десять років. Багато з них почали розвивати торгівлю і в Смирні.
У 1785 р. Прокопій був обраний Вселенським патріархом, коли 1 липня Григорій був висвячений на єпископа і став його наступником на посаді митрополита Смирнського. З цієї посади він розгорнув багату діяльність, що зробило його більш відомим. Він приділяв особливе значення проповіді та суспільним діям, особливо займаючись вихованням своєї пастви.

## Патріархати

### Перший Патріархат— заслання

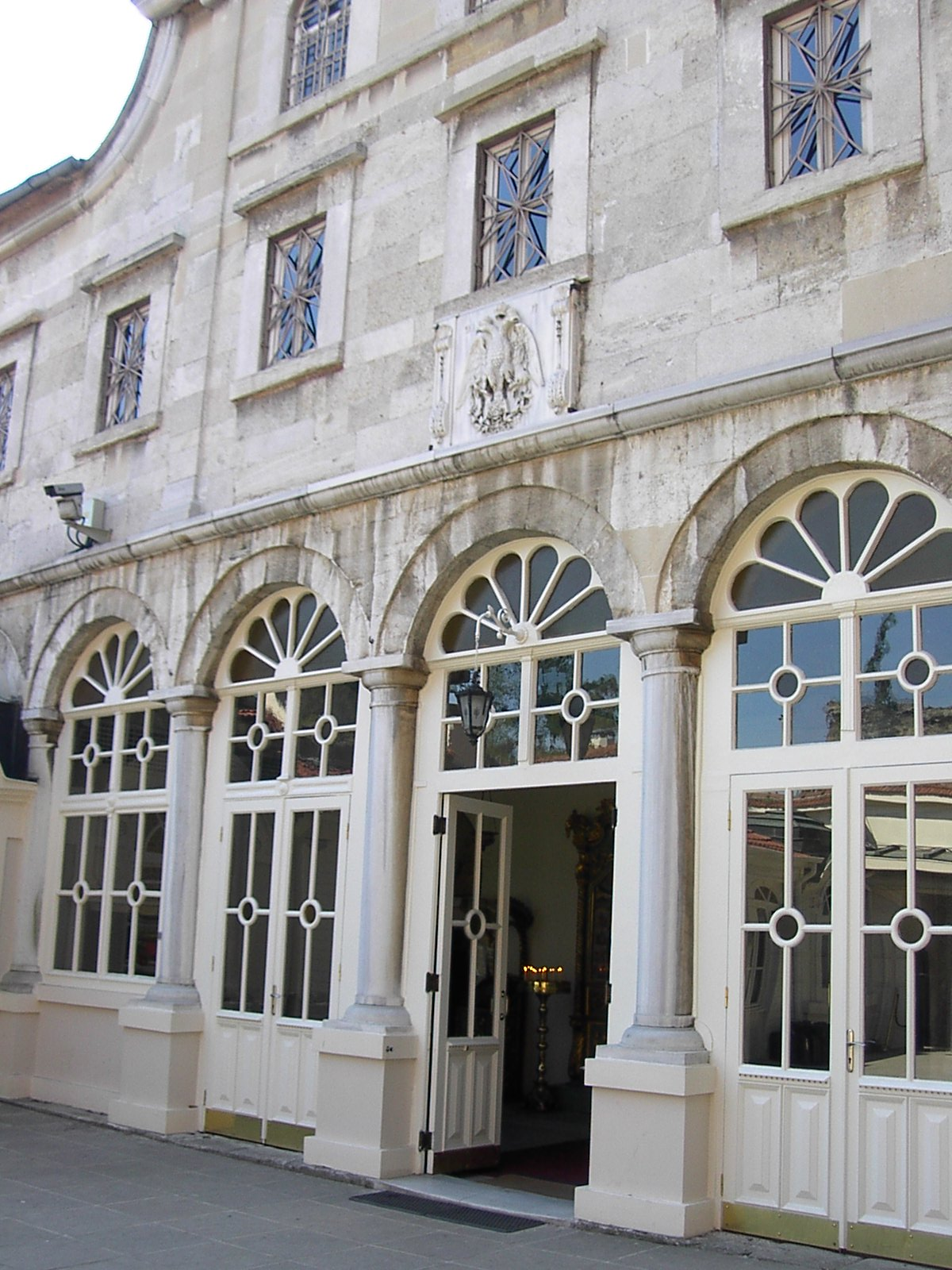
Вхід до Патріаршої церкви Святого Георгія у Фанарі

1 травня 1797 р., після відставки тодішнього Вселенського патріарха Герасима III (1791–1797) через старість, його наступником одноголосно був обраний Григорій Смирненський, який 9 травня 1797 р. вступив на посаду Григорія V.
Його патріархат збігся з важким і зовсім не марним періодом. Проповіді Рігаса Фереоса почали культивувати революційні дії. Тим не менш, Григорій, розбираючись із ситуацією з мудрістю, особливо піклувався про соціальні дії для піднесення Церкви та християнського суспільства, переходячи під контроль деяких єпископів. Крім проповідей Божого Слова, які він виголошував, він опікувався освітою, засновував школи, а також Патріаршу друкарню, з якої видавав більшість книг. Патріарх очолив кампанію проти ідей Просвітництва, засуджуючи таких людей, як Рігас Фереос, засуджуючи сучасні течії ідей і погрожуючи звільнити тих, хто читає підозрілі книги.
У рік свого обрання Наполеон Великий окупував Іонічні острови і готував свій похід в Єгипет. У цьому розвитку російський цар Павло I вступив у союз із султаном на два роки (1798–1799). Потім Григорій надіслав жителям Іонічних островів циркуляр, звинувативши французів в атеїзмі та поганому управлінні, водночас радивши їм підтримати об’єднані російські, британські та османські сили, які прибудуть. Вважається, що цей циркуляр 1797 року був написаний за наказом султана Селіма III, який побоювався експансії Франції на материкову Грецію. Такий циркуляр отримав і російський адмірал Федір Ушаков під час окупації Іонічних островів у 1799 році. У 1798 р. французи спробували революцією зруйнувати узбережжя Епіру. Алі-паша з Яніни повідомив про це Порті, бажаючи сам придушити революцію. Порта, знаючи про наміри Алі, підготували армію з Константинополя для виходу на Західну Грецію. Григорій дізнався про відповідні приготування від експатріантів і попросив Порту втрутитися, щоб припинити чутки. Порта погодилися, і Григорій послав для цього до Арти першого радника Іоаннікія Візантія, який повернувся до Константинополя з рапортом (іламі) мулли з Арти, який запевняв, що повстання не було. Таким чином Амвракія була врятована від походу османської армії.
Але в той же час, щоб придушити загальний революційний оргазм греків, Рігас Фереос був заарештований і вбитий. Згодом, після невдачі Бонапарта, Росія припинила свою дружню позицію щодо Османської імперії, залишивши Григорія підданим триваючим потрясінням. Скориставшись цією ситуацією, єпископи, які раніше суворо контролювалися Григорієм з дисциплінарних питань, а також політики при султані Селімі III, скинули його як підбурювача заворушень, що змусило останнього віддати наказ про вислання та заслання Григорія до Халкедону. В указі візира про його відсторонення було зазначено, що він був жорстоким чоловіком і не в змозі тримати людей у покорі.

Монастир Панагії Ейкосіфоініссі Драма, де жив Патріарх Григорій V.

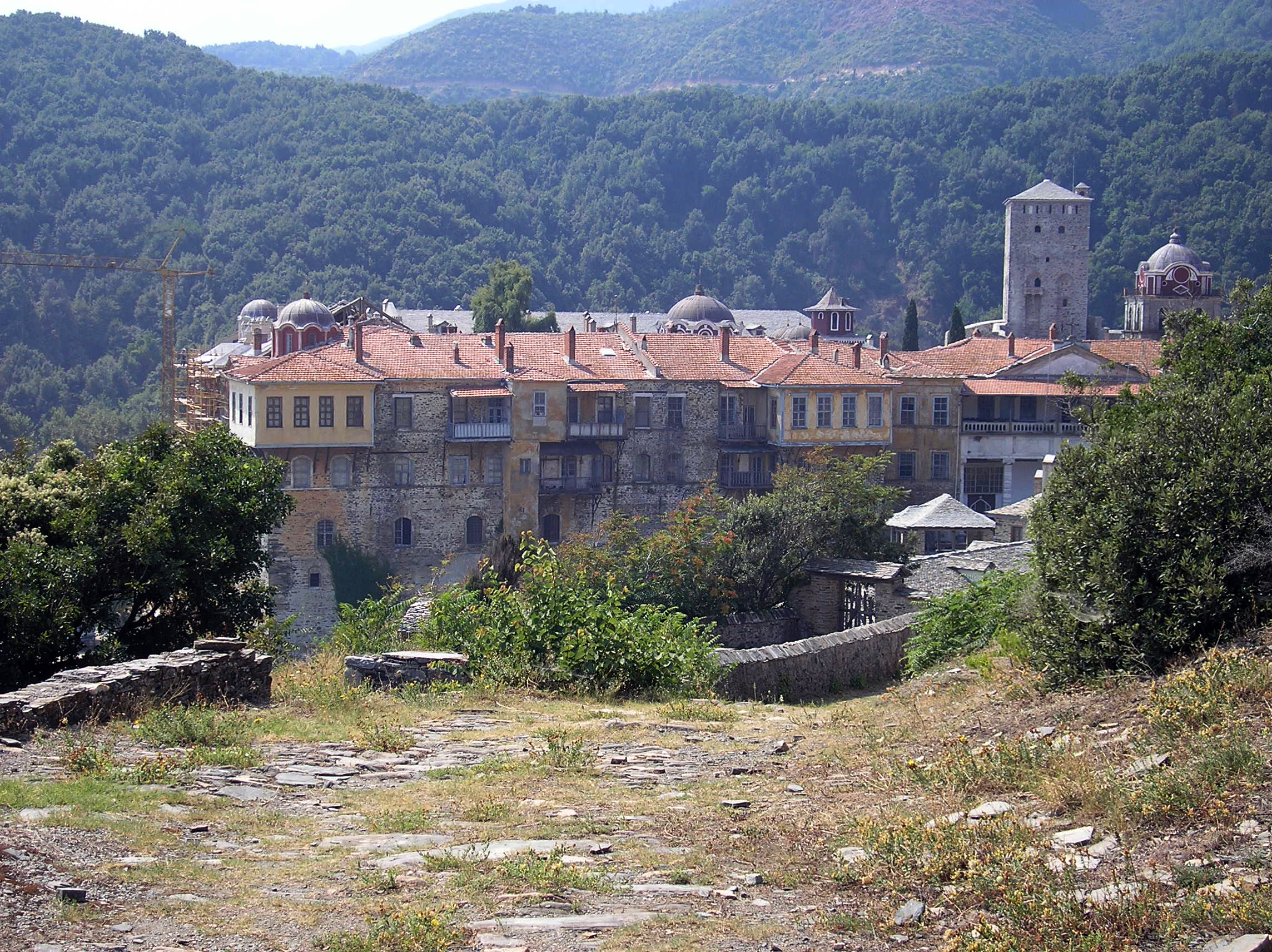
Вид на Іверський монастир.

Так, 19 грудня 1798 року він був скинутий з посади (формально подав у відставку) і засланий спочатку до Халкедону, а через кілька місяців — до Драми та монастиря Панагії Ейкосіфоінісі. Він опинився в Іверському монастирі на Афоні, де пробув сім років. На його місце посаду Патріарха зайняв раніше звільнений Неофіт VII Під час свого перебування на Афоні Григорій присвятив себе вивченню священних текстів і, відвідуючи різні монастирі, навчав ченців, а також відвідував різноманітні події, що відбувалися як в Європі, так і в Константинополі, які сформували нові події, особливо в 1805 році. під час загострення російсько-французької конкуренції. З його втручанням у 1806 році правителі Молдавії Александру Мурузі та Констянтин Іпсіланті були замінені як русофіли. Їх замінили фанаріоти (франкофіли), відповідно Александру Суцу та Скарлат Каллімакі. Останній, у свою чергу, закликав тодішнього Патріарха Каллініка V піти у відставку на користь Григорія, що сталося 22 вересня 1806 року.

### Другий Патріархат— заслання
24 вересня 1806 року Священний синод Константинопольської церкви в присутності тлумача Александра Ханґерлі, генерала Логотетиса Александра Маноса і представників народних організацій одноголосно переобрав Патріарха Григорія V, який повернувся до Стамбула 18 жовтня, був прийнятий з народним ентузіазмом. Але цей патріархат був дуже важким.
За кілька днів до вступу на посаду міжнародна спільнота була стривожена. Російська армія вторглася в Молдову, і в грудні Росія оголосила Туреччині війну. Після окупації Бухареста російською армією, напередодні Різдва, султан Селім III 5 січня 1807 р. офіційно оголосив нову російсько-турецьку війну. Того дня він закликав патріарха Григорія V видати всім грекам «церковно-дорадчу лист» (еквівалент фетфа) народною мовою проти росіян, водночас являючи собою сліпе підпорядкування султану.
Справді, патріарх підкорився наказу султана і закликав греків уникати будь-якого союзу з росіянами. З цієї причини він послав до Морії єпископа Андрусіса Йосипа. Через місяць, 20 лютого 1807 року, англійський флот з'явився в непідготовленому Константинополі, вимагаючи негайного припинення всіх відносин Бллискучої порти з Францією. У той час у безпосередніх укріпленнях, замовлених турецьким урядом, Григорій не тільки закликав греків до участі в їх будівництві, але й вручну брав участь у зміцненні укріплень міста під час переговорів з англійським адміралом. Оцінивши цей крок, султан нагородив Патріарха багатьма подарунками, а англійський флот плив неушкодженим.
Поки заворушення, здавалося, вщухли, приблизно в березні 1807 року російський адмірал Дмитро Сенявін поширив прокламації «До християнських мешканців Османської держави». Очевидно, порадившись за ним, фессалійський човняр Нікос Цар або Нікоцарас розпочав повстання. У відповідь султан наказав Алі-паші поспішати з репресіями проти заколотників. Останні з ордою албанців зайняли Фессалію, тоді як грецькі революціонери сховалися на Скіатосі, де, сформувавши флот із 70 кораблів, об'єднаних з іншими революціонерами, розпочали круїзні операції на узбережжях Фессалії, Македонії та навіть Малої Азії, за допомогою кораблів англійського флоту. Під час цього розвитку подій султан прохав Григорія V закликати грецьких революціонерів розійтися. Справді, у наступному патріархальному порядку повстанці підкорилися, за винятком Нікоцараса, який залишився у Скопелосі.
Тим часом 29 травня 1807 року в Константинополі відбувся державний переворот під керівництвом Кабакці Мустафи, колишнього головнокомандувача, який, на противагу реформам, зайняв палац, eceyed султана Селіма III під обмеження і підніс його vscwt Мустафе IV/ Приблизно через місяць Росія укладає з Францією історичний Тільзітський договір, який фактично поклав початок розчленуванню Османської імперії, з одного боку, і визвольним заворушенням майже на всіх Балканах, з іншого.
Відразу після вищесказаного інші російські посланці, які прямували на Олімп через Сербію, спричинили там нову революцію. Цю революцію очолив героїчний патріарх Ефтіміос Влахав, який спритно об'єднався з турками в районі Лариси і Трікали проти Алі-паші. І в цьому випадку патріарх Григорій на прохання султана видав спеціальний лист до Є. Влахава, який вирішив послухатися і зупинив революцію, але після зради був заарештований Алі-пашою і помер жахливою смертю в Яніні.
Зміна султанів не вплинула на Григорія V, який, як кажуть, користувався загальним захопленням своїми інтенсивними діями. Під час свого другого патріархату він встиг виконати багато робіт, серед яких опікування фінансами Патріархату, суспільна благодійність, організація внутрішнього життя монастирів, регулювання життя первосвященників і духовенства та особливо прогрецька освіта та його листові дії, які викликали навіть похвалу Адамнтіоса Кораїса, який вітав їх як «майбутнє відродження Греції».
Однак цю блискучу акцію зупинив новий переворот, який відбувся 21 червня 1808 р., цього разу Ага Руцук (Болгарія), Мустафа Алендар-паша або Мустафа Байрактар-паша, Мустафа Алендар-паша, або Мустафа Байрактар-паша, який як прихильник Селіма III скинув султана Мустафу V. Однак йому не вдалося врятувати Селіма III і примусово підвищив на престол принца Махмуда, брата султана Мустафи, як Махмуда II, від якого він перейшов через два дні після великого візира. Незабаром після вступу на посаду Байрактар зажадав негайного усунення Григорія V. Таким чином, останній змушений був знову піти у відставку 10 вересня (1808 р.), коли був переведений до Спасо-Преображенського монастиря в Пригіпо і через рік знову на Афон. Його змінив на патріаршому престолі Каллінікос V.
А під час свого другого заслання на Афон Григорій Великий дев'ять років віддавався улюбленим духовним вправам і заняттям. Проте зі свого скиту він не переставав спостерігати за подіями Церкви та Нації. Приблизно в середині 1818 р. до нього завітав Іоанніс Фармакіс і повідомив про Товариство дружби. Насправді, як розповідає сам Фармакіс, «патріарх виявив дуже живий ентузіазм» і «звучав від душі» на користь успіху мети Товариства. Однак він відмовився скласти відповідну присягу, сказавши йому «я у вас є, у вас є я», посилаючись як на священнослужителя на свою нездатність присягати, додавши, що присяга може бути шкідливою, тому що якщо ім'я Патріарха з’явиться в книгах Товариства, і тоді вони розкриваються тоді «він хоче поставити під загрозу цілу націю, з якої, хоча й був у вигнанні, він завжди переважав». Наприкінці розмови патріарх додав: «Нехай партнери будуть дуже обережні, щоб ми не нашкодили, а не принесли користь Греції».

### Третій Патріархат
15 грудня 1818 року, після відставки Патріарха Кирила VI напередодні, патріархом знову був обраний Григорій IX, який повернувся до Константинополя 19 січня 1819 р. і вступив на посаду. Першою його акцією тоді було створення благодійної організації «Ковчег милосердя» «для фінансової допомоги бідним і звільнення в’язнів за борги». Водночас дбав про зміцнення лікарень фінансовими внесками з храмів, а також про проповідь Божого Слова, запросивши для цього в Константинополь видатного тоді церковного оратора Костянтина Ойконому. У березні, на пропозицію Костянтина Кумаса про необхідність реформування навчання в школах, Григорій Едос опублікував знаменитий синодальний том «Про грецькі музеї», закликаючи вчити греків у вивченні правильної грецької мови, зазначивши: «...і не віддавати перевагу урокам, через які народжується байдужість і холодність до церковних положень і до нашої безсмертної віри». Видання вищезгаданого «циркуляру» проти Просвітництва призвело до закриття шкіл у Смірні, Кідонії, Хіосі та Мітилені (єзуїтів), а наступного року спробували запровадити попереджувальну теологічну цензуру в усіх грецьких книгарнях Стамбула.
Наступного року (1820) він реформував засновану ним «Патріаршу друкарню», яка видала багато книг.

### Грецька революція
Під час третього Патріархату спалахнула Грецька революція 1821 року, що стало найкритичнішим періодом для Патріархату після падіння Константинополя. Фактом є те, що задовго до цього року Друзі часто використовували ім'я Патріарха, а також Царя, просячи таким чином певної моральної допомоги, а також морального духу посвячених. Насправді, щоб уникнути підозри Блискучої порти, вони заявили, що пелопоннесці, які перебували в Яссах, вирішили заснувати Велику школу на Пелопоннесі, для чого патріарх Григорій V надіслав багато листів будь-якому видатному особі, яка могла б сприяти. Але під назвою Школи Друзі мали на увазі очікувану революцію.
30 липня 1819 року в листі до правителя Мані Петроса Мавроміхаліса Григорій V, посилаючись на цю школу, розкриває значення Друзів. З цього листа Мавроміхаліс тоді вирішив брати участь у боротьбі з усіма вождями Мані. Правда, тими листами Товариство Дружби було зміцнено як фінансово, так і чисельно шляхом реєстрації нових членів, а також багатьох священнослужителів. Але інші циркуляри щодо «Ковчега милосердя» Друзі використовували належним чином.
Патріарх ніколи публічно не висловлював свою позицію щодо Товариства дружби, але й листи, які він надсилав у той час, не могли стати широко відомими навіть посвяченим. Він навіть нібито заявив: «Я знаю... Я не хотів стати зрадником своєї нації. «Але для цього я не хочу нічого знати про політику, щоб не стати ідіотом чи брехуном, якщо мене допитають». Але багато, крім його критиків, були й тих, хто вважав, що він дуже обережно ставиться до султана. Більшість істориків погоджуються, що Григорій знав про Товариство дружби, а інші стверджують, що його попросили стати членом. Сам він толерував Товариство, але не погодився стати його членом з ідеологічних та політичних міркувань, оскільки Товариство представляло ідеї, проти яких Церква з другої половини XVIII століття виступала, як несумісні зі своїм світоглядом. У політичному плані його участь загрожує не лише окремим ієрархам, але особливо інституції Патріархату. Наслідки його участі в Товаристві могли бути катастрофічними для всіх греків, жертви, на яку вони не могли прийти. Проте вона не надала османській владі інформацію про свою діяльність. Таке ставлення є аналогічним ставленню архієпископа Дамаскина під час Другої світової війни.
У квітні 1820 р. Патріарха Григорія V відвідав у Константинополі святий Іоанн Папаррігопулос, який проїжджав туди до Петербурга, і передав йому листа від німця Старих Патр із запитанням: «Що їм робити і як поводитися?». Як повідомляється, Григорій сказав йому: «Їм не обов'язково просити у нас поради щодо речей, які вони знають. Ми зобов’язані самі пасти свої стада, і ми повинні робити так, як Ісус зробив для нас, щоб спасти нас». Тоді ж він дав князю Александру Іпсіланті листа, в якому повторив слово «розважливість, розважливість, розважливість». В іншому листі до Іоанна Зосими він написав «допоможи, допоможи, допоможи». Проте обидва, неправильно зрозумівши слова, сказали через Папаррігопулоса, який повернувся до міста, що Іпсілантіс сказав, що є корабель, який готовий перевезти Патріарха в Одесу чи на Пелопоннес, і що Зосима посилає гроші на від'їзд Патріарха. Тоді Григорій пояснив, що цими словами він хотів привернути увагу Друзів, і за гроші Зосими віддадуть на боротьбу, бо за корабель тільки мертві можуть перевезти його в інше місце.
Але він міг піти, як благав його Папаррігопулос. Насправді, коли Папаррігопулос повідомив йому, що революція спалахне дуже скоро, патріарх, як повідомляється, сказав, що було б розумніше чекати російсько-турецької війни, додавши: «Вибачте, нехай Батьківщина постраждає від того, що вона зазнала в минулому». За словами Патріарха, революція мала початися пізніше після знищення Алі-паші і фактично з Пелопоннесу, а не з Молдавії.

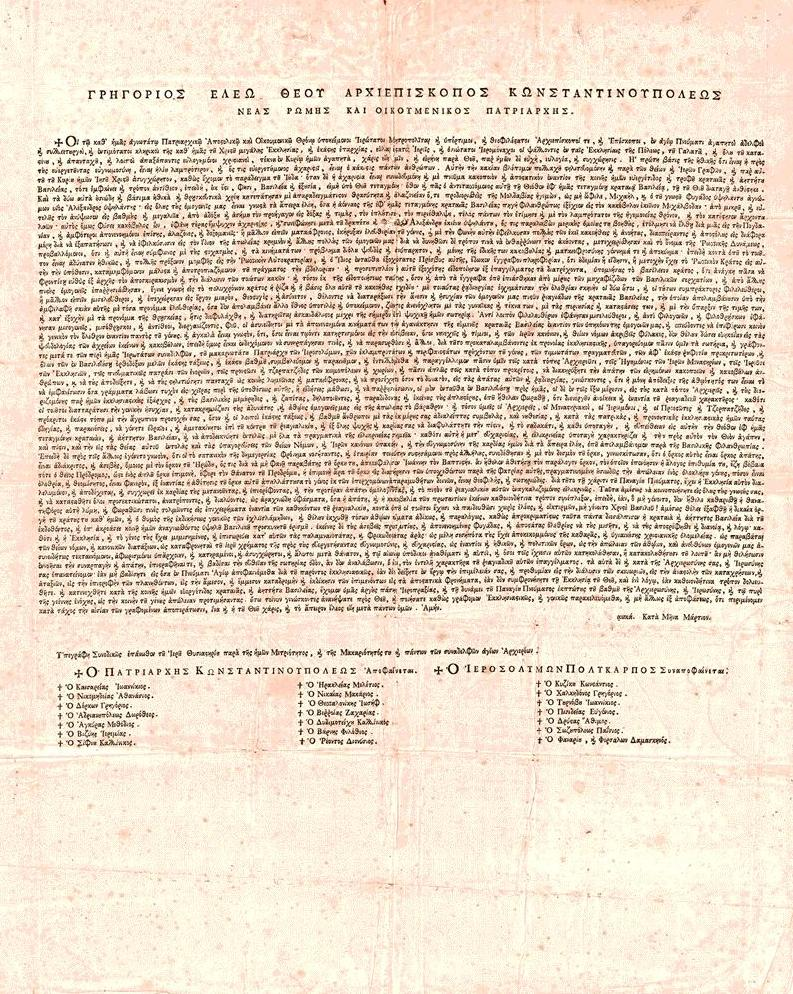
Лист Грегорі Едме, який засуджує повстання та вибачається перед Александром Іпсіланті

Після прояву революції Іпсілантіса у Валахії почалися масові гоніння на константинопольських християн з розправами та ув’язненнями. Серед інших було ув'язнено або страчено багато єпископів, наприклад Діонісія Калліархіса з Ефесу, який був першим повішений «по дорозі до рибного магазину (Балук-базар)», були ув'язнені Нікомедей Афанасій і Деркон Григорій, Анхіал Євгеній, тоді як султан наказав патріарху відправити інших до в'язниці. У цих умовах («Дамоклів меч висить... на голові грецького населення Константинополя») патріарх на чолі зборів первосвященників і мирян був змушений видати два афоризми. Їх підписує 21 первосвященник Патріархату, але на зборах, на яких було прийнято рішення, були присутні й популярні діячі Константинополя, наприклад, колишній правитель Валахії Скарлат Каллімакі, великий тлумач Конських воріт Мурузіс, його брат, флотський перекладач Микола Мурузі, лідери цехів тощо, всього 72 особи. Миряни вирішили подати петицію з викриттям революції та декларацію про підпорядкування з посиланнями на «звичайну доброзичливість султана», а священики — скласти акт афоризму. Точні дати афоризмів невідомі. Багато істориків вважають, що це відбулося 23 березня. Перший афоризм супроводжувався листом патріархальної передачі, який деякі автори також вважають афористичним документом і, таким чином, посилаються на три афоризми, тоді як їх по суті два. Османська влада, нав'язавши патріарху видання цих афоризмів, помістила в його оточення тюрко-критян, які знали грецьку мову, щоб стежити за ходом синодів і текстами. Схоже, що перший афоризм, який обмежувався провінцією Угорщини, не задовольнив султана і Сейхуліслама, які нав'язали другий афоризм, що включав усіх християн імперії. Підраховано, що цей другий афоризм вийшов у неділю, 27 березня. Дослідження тексту другого афоризму доводить, що намагалися зробити другий текст дипломатичним і залишити прогалини в його богословському тлумаченні. Наприклад, він не повторює прокльонів першого, і якщо в першому афоризмі йдеться про «зношені існування», то в другому нахил стає бажаним для майбутнього «зношеного існування». Перший афоризм говорить, що «Ὑπεγραφία συνοδικῶς ἐπὶ τῆς ἁγίας Τραπέζης». Сам Іпсіланті, передбачивши таку можливість, запевнив у своєму листі від 29 січня до Феодора Колокотроні, що «Патріарх, поспішаючи за межі Порти, посилає вам екскомунікаторів та екзархів, закликаючи вас приєднатися до Порти, але ви повинні враховувати їх, оскільки вони робляться силою і династією і без волі патріарха.
Загалом думки та судження, висловлені з цього приводу, поділяються на 4 категорії. Перший стверджує, що це справжній афоризм і є продуктом свідомої туркофільської та контрреволюційної позиції Патріарха та інших синодів. Прихильниками цієї точки зору є переважно П. Піпінеліс, Г. Кордатос і Г. Караніколас та різні історики-марксисти. Друга точка зору визнає, що афоризм є справжнім (тобто дійсним), але був зроблений під загрозою насильства. Його підтримують борці революції, а пізніше історики. Наприклад, Анаст. Емм Папас у листі до свого брата Афанасія 18 квітня 1821 року пише: «Екзорцизму немає кінця, тому що вони зроблені за наказом султана». Те ж саме підтримують І. Філемон, Т. Гордон, М. Економу, Тц. Фінлі, А. Вакалопулос та інші. Третій погляд також визнає, що афоризм є справжнім, але був скасований трохи пізніше. Про цю традицію згадують І. Філемон, Спіліадіс, Г. Пілавіос у біографії Григорія (1872), М. Економу та молодші вчені. За її словами, афоризм був скасований в таємній церемонії в ту ж ніч або у Страсний понеділок чи Страсну п'ятницю. Відповідно до четвертої точки зору, афоризм буває «економічним» (цитати автора) або фіктивним, з точки зору, а не реальним. Цю версію підтримують І. Філемон, І. Хаціфотіс та інші. За словами Такіса Канділороса, біографа патріарха, Григорій «як представник Христа ніколи не повинен був підписувати документ, в який вони не вірили. Але як лідер нації, яка перебуває під загрозою зникнення, йому довелося вжити заходів, навіть тимчасово рятуючи її слабке та довірене населення від вбивства» і він діяв шантажованим. Іоанніс Коліопулос описує афоризм як «пам'ятку церковної мови, створеної Східною Православною Церквою протягом століть турецького панування», і тлумачить його в контексті визнання Церквою легітимності режиму султана, яким вона була. невід'ємною частиною європейської орієнтації національного руху греків. Такіс Стаматопулос вважає, що патріарх відреагував на революцію і стверджує, що «своїми неодноразовими документами та афоризмами він завжди рекомендував віру та сліпе підкорення туркам».
У своєму листі до єпископа Салони Ісаї від 28 грудня 1820 року Григорій V писав: «.. Я його таємно захищаю (вчинок св. Папандреу патріотичний), і відверто неосвіченого лицеміра, тобто коли він сам критикував богобоязливих братів і іновірців. Проузон везирин міркує і обіцяє, але не піддається левовій пащі. Аспасон плюс бажаємо відважним братам, закликаючи таємно на страх перед євреями». Збереглися також його листи від березня 1821 р. до єпископів Валахії, Старого Патри Германоса, Триполі та Аміклона Даниїла, в яких він закликав їх продовжувати політику «щирого послуху і підпорядкування [...] державній владі».

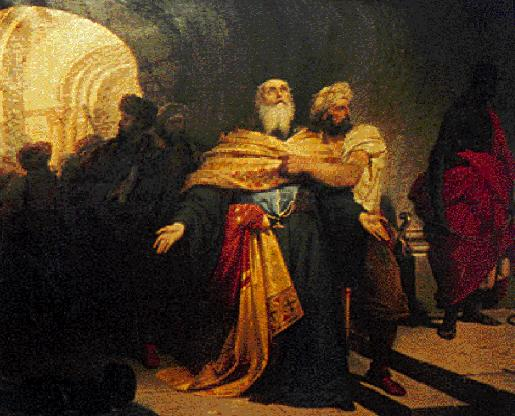
«Патріарх Григорій Є.В. іде на шибеницю», Фрагмент картини Никифороса Літраса

## Повішення
Тим часом султан під тиском екстремістських мусульманських демонстрацій проти греків попросив Шейха ул-іслама Хаці Халіла видати наказ (фета) щодо загальної розправи над греками в Константинополі. Хаджі Халіл, порадившись з Григорієм, який дав йому зрозуміти, що він і Генос не причетні до революції, і, спираючись на вірш Корану, відмовився видавати фетву султана, який гнівно покарав його смертю і вважав Григорія V відповідальним.
Відповідно до урочистої проголошення Патріарха 1853 року Георгія Терцетіса, переданого племінником Патріарха, Григорій V відхилив пропозиції представників іноземного посольства залишити Константинополь, сказавши: «Не закликай мене тікати, бо ніж перетне потоки Константинополя та інших міст християнських провінцій. Бажаєте, щоб я переодягнений сховався... ні! Я тому патріарх, щоб врятувати свій народ... моя смерть може принести більше користі, ніж моє життя... Так, хай не знущаються з мене живі. Я не потерплю, щоб на вулицях Одеси, Корфу та Ангоноса, проходячи через середину агії, показували на мене пальцями: ось іде патріарх-вбивця».
Після Великодньої служби (10 квітня 1821 р.) Григорія заарештували, вислали й ув'язнили. У другій половині дня того ж дня його повісили біля головних воріт Патріархату, де він пробув три дні, принижений натовпом.

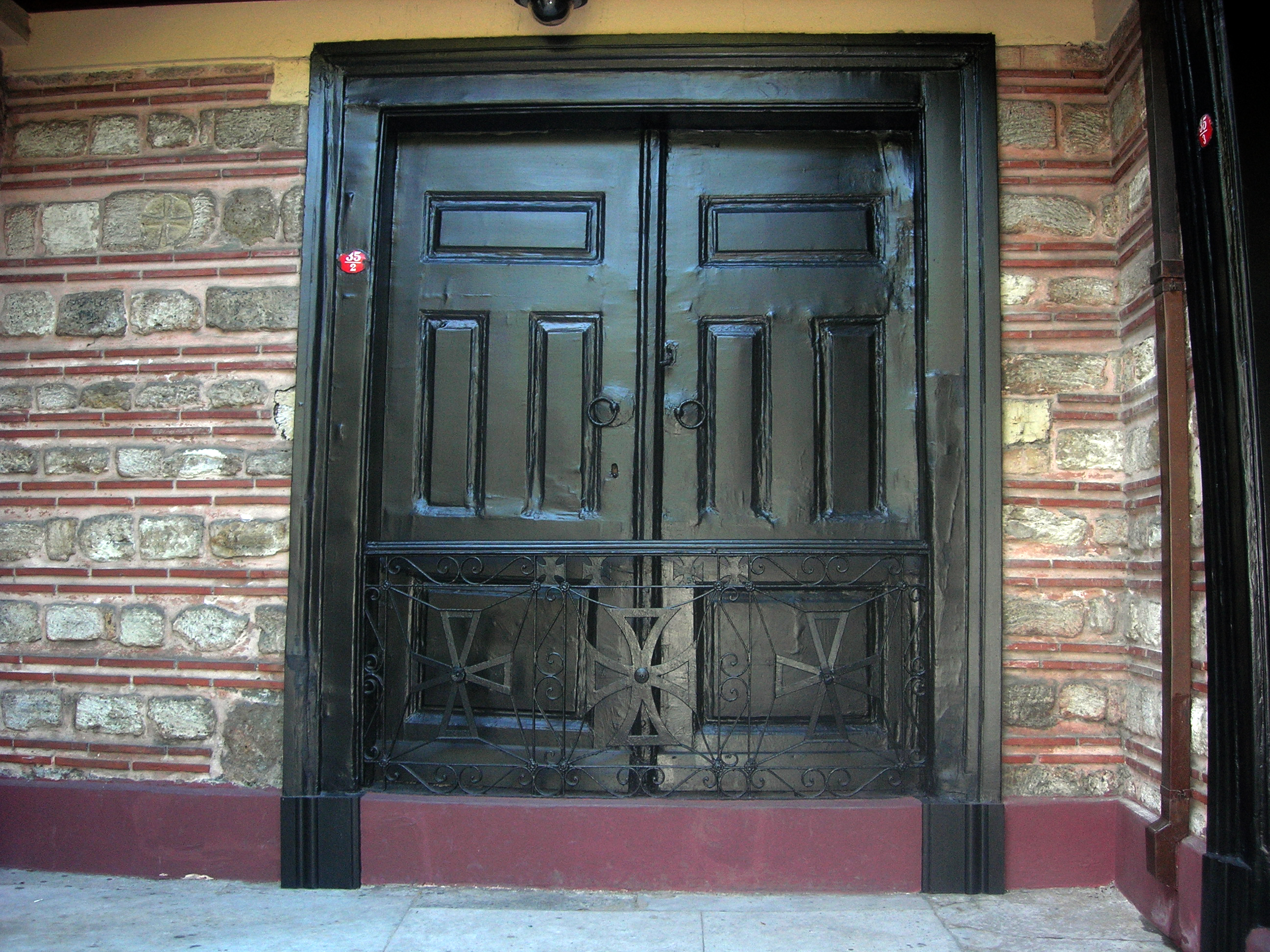
Головні ворота Патріархату, де був повішений Григорій V, які залишаються закритими донині

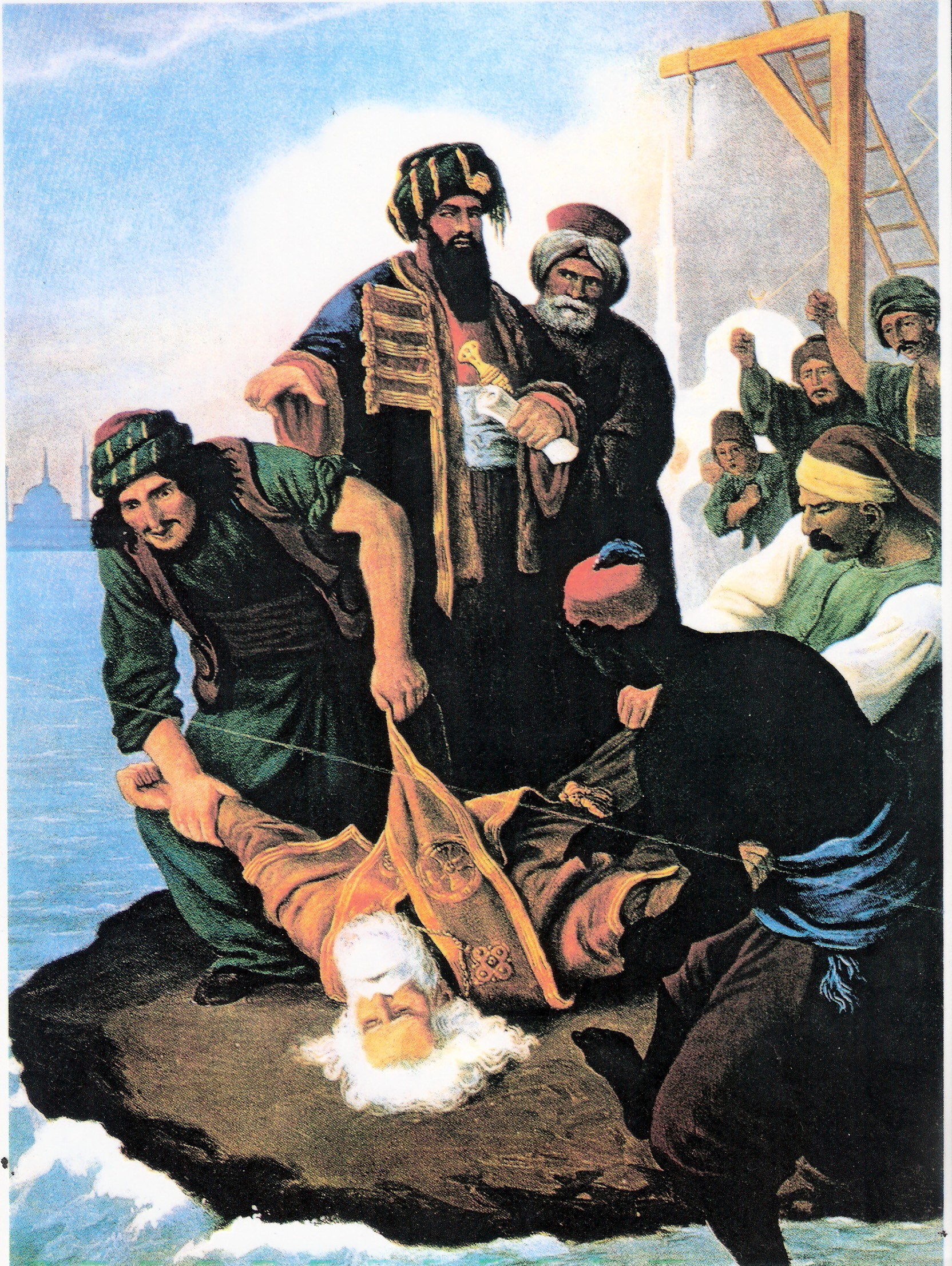
Тіло патріарха Григорія V євреї кидають у Золотий ріг. Картина Пітера фон Гесса.

Потім група з трьох євреїв купила його тіло, винесла на вулицю і кинула в затоку Золотий Ріг. Імена цих трьох євреїв були Мутал, Бітахі та Левій. Сцену ходу трьох євреїв задокументував німецький художник Петер фон Есс. Кефалонський капітан на ім’я Ніколаос Склавос знайшов тіло і перевіз його до Одеси, де воно було поховано в грецькій церкві Святої Трійці. Шокуючу похоронну промову виголосив проповідник Константинос Ойкономос, промова, яка була перекладена безпосередньо російською мовою, прояснила і викликала фурор у столиці Росії Санкт-Петербурзі. Через 50 років тіло Патріарха Григорія було з честю перевезено до Афін і з тих пір зберігається в мармуровій святині в Митрополичій церкві Афін.
Головні ворота Патріархату, де був повішений Григорій V, залишаються закритими і опечатаними донині на знак пошани. Відтоді в Патріархат заходили тільки через бічні ворота.

### Мученицька смерть первосвящеників
Того ж дня — 10 квітня — після повішення Григорія V, в контексті відплати митрополити Євгеній Анхіалоський, Діонісій Ефеський, Афанасій Нікомідійський, Григорій Дерконський, Йосиф Салонікський, Дорофей Адріанопольський, Іоанікій Тирновський були заарештовані османською владою і ув'язнені у в'язницях Бостанціса в Стамбулі. Потім Євгенія Анхіалоського перевезли до Галатських воріт біля однойменного мосту, а Афанасія Нікомідійського та Діонісія Ефеського в інші частини міста, де їх повісили. На їхніх грудях був розміщений напис, який характеризував їх як зрадників і відступників. Їхні тіла залишалися повішеними протягом трьох днів, після їх покарання. Після того юрба їх з ганьбою витягла й тягала вулицями міста, а потім євреї кинули в море. Через кілька днів вони були знайдені побожними християнами. Деякі з них були поховані в Ептапіргіо, а інші на сусідньому острові з невизначеним місцем розташування. Після цього 3 червня 1821 року в різних частинах Константинополя було повішення інших ув'язнених митрополитів: митрополита Тирновського Іоаникія в Арнауткої, митрополита Адріанополіського Доротея в Мега Реума, митрополита Салонікського Йосифа в Неохорі і митрополита Деркону Григорія в Терапії.

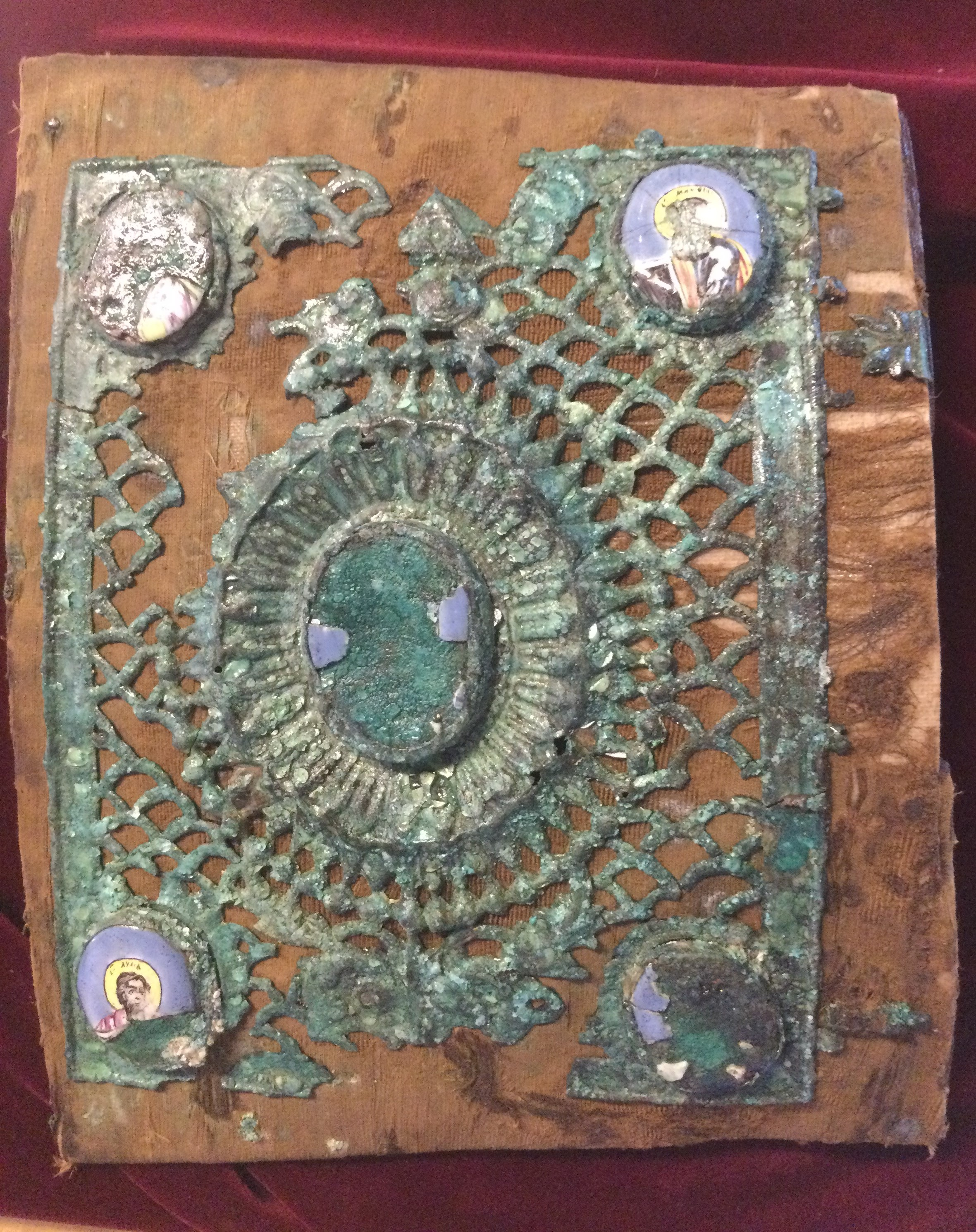
Євангеліє, з яким був похований Патріарх Григорій V. Історико-етнологічне товариство Пелопоннесу, Εν Πάτραις.

## Реакції
Після страти патріарха російський посол у Константинополі барон Строганов протестував від імені християнських підданих султана, які згідно з договором Кюцука Кайнарца перебували під захистом російського імператора, що Порта перетворили війну на релігійну, а також за ембарго на зернові кораблі, які натрапили на торгівлю в протоках і загрожували залишити місто. Британський посол вирішив дотримуватися лінії довіри до Порти і, стверджуючи, що це внутрішня справа імперії, вирішив не розглядати листи Патріарха до митрополитів Пелопоннесу, в яких Порта представляла доказ причетності Григорія до реаолюції. Зрештою, цар Олександр направив султану суворий ультиматум, який був поставлений 18 липня, але не розглядав можливість військових дій.
Просвітники, такі як Кораїс, з полегшенням зустріли страту Патріарха через чутки про план витіснити їх із церкви та політичне визнання Церквою османської легітимності.

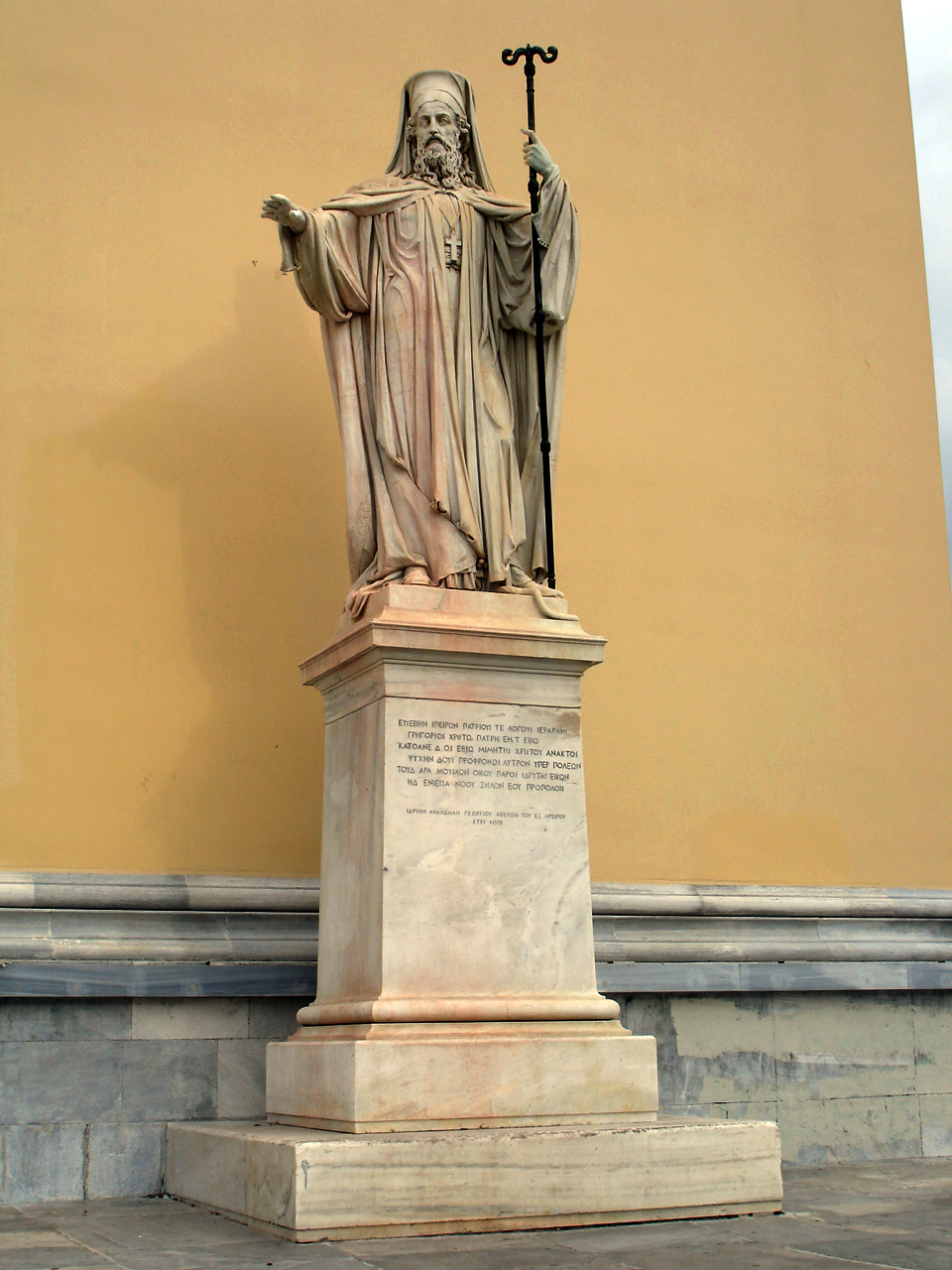
Статуя патріарха Григорія V в пропілеях Афінського університету

## Вшанування та визнання святим
У 1871 році кістки Григорія були перевезені з Одеси до Афін і перенесені в мармурову святиню, яка досі знаходиться в Афінській єпархії. На зворотному боці святині є напис:
ΗΔΕ ΚΕΧΑΝΔΕ  ΝΕΚΥΝ ΠΑΤΡΙΑΡΧΟΥ ΓΡΗΓΟΡΙΟΙΟ
ΛΑΡΝΑΞ, ΟΝ Τ ΑΣΕΒΕΙΣ ΧΕΙΡΕΣ ΑΠΗΓΧΟΝΙΣΑΝ
ΒΟΣΠΟΡΙΟΝ Τ ΕΙΣ   ΟΙΔΜΑ  ΒΑΛΟΝ,  ΚΕΙΘΕΝ  Δ  ΟΜΟΦΥΛΩΝ
ΝΗΥΣ ΚΟΜΙΣ  ΕΙΣ  ΑΚΤΑΣ ΤΗΛΕ ΒΟΡΥΣΘΕΝΙΔΑΣ.
ΝΥΝ  Δ  ΑΥΤ ΕΚ ΠΟΝΤΟΥ  ΧΘΟΝ ΕΣ ΕΛΛΑΔΑ ΒΟΥΛΗΙ  ΑΝΑΧΘΕΙΣ
ΕΛΛΗΝΩΝ,  ΛΑΩΙ ΚΕΙΤΑΙ  ΑΠΑΝΤΙ   ΣΕΒΑΣ.

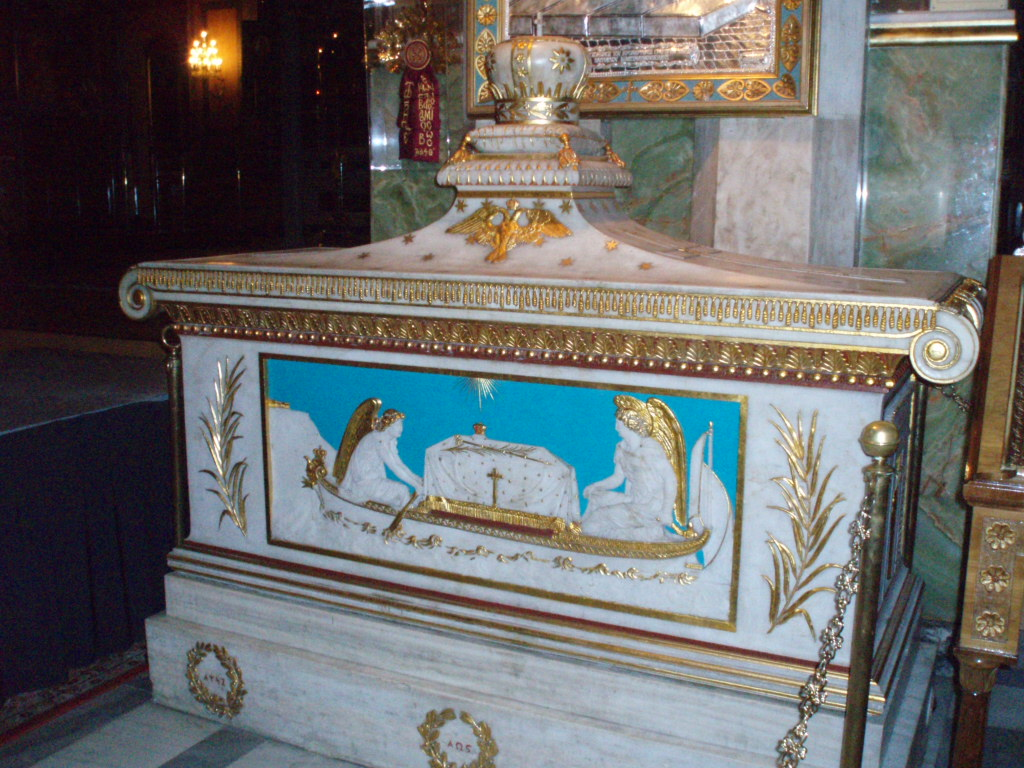
Домовина Григорія V

Наступного року, в 1872 році, на кошти Георгіоса Аверофа скульптор Герасімос Фіталіс створив йому статую, яку поставили праворуч від входу в Афінський університет. Включення Патріарха до пантеону героїв Революції було пов'язане з ототожненням еллінізму і православ'я, вимогою національної єдності та спокутним настроєм того часу. 8 квітня 1921 року був офіційно канонізований Елладською православною церквою.

## Роботи
Особливо цікавилися питаннями освіти Григорія V. Він переклав і опублікував «Περὶ Ἱερωσύνης λόγους» святого Златоуста. Він також опублікував у патріаршій друкарні «Ἠθικὰ» Василія Великого, пояснення своїх виступів у «Шестидневці» та інші твори, все спрощеною мовою, щоб їх зрозуміли.
Крім питань освіти, він займався будівлями Вселенського Патріархату та облаштував Патріаршу церкву Святого Георгія. Незважаючи на короткий термін перебування на патріархаті, він опублікував ряд томів, сигіл, циркулярів і листів, у яких проявляється його непохитна відданість церковним правилам і традиції. Він сам був зразком моралі для духовенства і народу, він добре керував фінансами, вирішуючи багато проблем, але також приймав рішення, які вирішували хронічні соціальні питання, такі як заручини та придане, шлюби та розлучення тощо.

## Виноски та посилання

## Додаткова бібліографія
- Τάσου Γριτσόπουλου, «Γρηγόριος Ε΄, ο πατριάρχης του έθνους», Δελτίο Ιστορικής και Εθνολογικής Εταιρείας της Ελλάδος, 14 (1959), σ. 164-229.
- Τάσου Γριτσόπουλου, «Γρηγόριος ο Ε΄», Θρησκευτική και Ηθική Εγκυκλοπαίδεια, τ. 4 (1964), στ. 735-741.
- Γεώργιος Μπεκατώρος, «Αγιολογία-Τάξις Λατρείας», οπ. π., στ.742-745 [όπου η  αγιοποίησή του]
- Βασίλειος Σφυρόερας, «Γρηγόριος Ε΄», Παγκόσμιο Βιογραφικό Λεξικό, Εκδοτική Αθηνών, τ.3, (1990), σ. 212-213
- Θ. Σιμόπουλος, Ο ιεροεθνομάρτυς Πατριάρχης Γρηγόριος ο Ε', 1973
- Γ.Π. Αγγελόπουλος, Τα κατά τον αοίδιμον πρωταθλητήν του ιερού των Ελλήνων αγώνος τον πατριάρχην Κωνσταντινουπόλεως Γρηγόριον Ε΄, τόμοι 2 ,1865-1866
- Γενναδίου Ηλιουπόλεως, «Μια άγνωστος περιπέτεια του εθνομάρτυρος Γρηγορίου τουΕ» Επιστημονική Επετηρίδα Βυζαντινών Σπουδών, τ.19 (1949). σ.229-234
- Καλογερά Ν., «Λόγος εκφωνηθείς κατά την εξ Οδυσσού εις Αθήνας μετακομιδήν των ιερών λειψάνων του αοιδίμου πατριάρχου Κων/πόλεως *Γρηγορίου Ε'», Ευαγγελικός Κήρυξ, περίοδος Β', 3(1871), σ.232-249
- Καλλιμάχου Δ., «Του Εθνομάρτυρος Γρηγορίου του Ε' ανέκδοτα προς τους Πατμίους και τον Αλεξανδρείας Θεόφιλον», Εκκλησιαστικός Φάρος 14 (1915), σ. 225-229
- Κοντογεωργακάκου Πολυκάρπου, «Ο πατριάρχης Γρηγόριος ο Ε' και η ελληνική παιδεία», Εκκλησία, 33(1956), σ.154-160/
- Φ.Ν.Φ., «Γράμμα ανέκδοτον του πατριάρχου Γρηγορίου Ε΄», Χρυσαλλίς, 4 (1866), σ. 49-51
- Σταυρονικιτιανού Θεοφ., «Γράμματα πατριάρχου Γρηγορίου του Ε΄προς τους προϊσταμένους της μονής Σταυρονικήτα », Καινή Διδαχή 1 (1919), σ. 449-450
- Αλεξούλη Άνθιμου, «Δύο εγκύκλια έγγραφα Γρηγορίου του Ε΄ πατριάρχου Κων/πόλεως», Δελτίο Ιστορικής και Εθνολογικής Εταιρείας της Ελλάδος, 4 (1892), σ. 268-275
- Βελανιδιώτου Ι., «Ανέκδοτος πατριαρχική εγκύκλιος του εθνομάρτυρος Γρηγορίου του Ε΄ », Εκκλησιαστικός Φάρος, 8 (1911) σ. 197-204
- Καραπατάκη Γαβριήλ, «Περί του μαρτυρίου και της εικόνος του αγίου Γρηγορίου του Ε' πατριάρχου Κων/πολεως», Πάνταινος, 13 (1921), σ.374-375 Μακεδονικά
- Δελιαλή Νικ., «Δύο πατριαρχικά σιγίλλια Διονυσίου του Δ΄ και Γρηγορίου του Ε΄» Μακεδονικά 1 (1940), σ. 108-122
- Πετρακάκου Δ.Α., «Ανέκδοτον σιγίλλιον Γρηγορίου του Ε΄», Εκκλησιαστικός Φάρος 3 (1909), σ. 94-101
- Χαβιαρά Δημοσθένους, «Του Οικουμενικού Πατριάρχου Γρηγορίου του Ε΄ Σιγίλλιον, επιστολαί και άλλα έγγραφα», Εκκλησιαστικός Φάρος 7 (1911), σ.35-53
- Θηρσίου,Λ., «Συμπλήρωμα της περί του τάφου του πατριάρχου Γρηγορίου του Ε΄καλλιτεχνικής μελέτης», Αθήναιον 4 (1875), σ. 344-351
- Καυτατζόγλου Α., «Καλλιτεχνική μελέτη περί του τάφου του πατριάρχου Γρηγορίου του Ε΄ Επιστολή Α.Ρ.Ραγκαβή και απάντησις», Αθήναιον 4 (1875), σ. 125-142
- Εξερτζόγλου Χάρης, «Πολιτικές τελετουργίες στην νεότερη Ελλάδα.Η μετακομιδή των οστών του Γρηγορίου Ε΄και η πεντηκονταετηρίδα της Ελληνικής Επανάστασης», Μνήμων 23 (2001), σ. 153-182
- Λάππας Κωνσταντίνος,«πατριαρχική σύνοδος "περί καθαιρέσεως των φιλοσοφικών μαθημάτων" τον Μάρτιο του 1821: Μια μαρτυρία του Κων/νου Οικονόμου», Μνήμων 11( 1987), σ. 123-153
- Κανδηλώρος Τ., Ιστορία του εθνομάρτυρος Γρηγορίου Ε΄, Αθήναι, 1906
- Κρικώνη Θ.Χρ., «Η συμβολή του κλήρου της Εκκλησίας εις τους κατά των Τούρκων απελευθερωτικούς αγώνες του Ελληνικού έθνους», Μνήμη 1821 Παράρτημα 9 του ΙΣΤ΄τόμου της Επ. Επ. της Θεολογικής Θεσσαλονίκης 1971, σ. 143-170
- Βοβολίνη Κ.,Η εκκλησία εις τον αγώνα της ελευθερίας, Αθήναι, 1952, ιδ., σ. 109-118
- Ζαχαρόπουλος Ν.,Γρηγόριος Ε΄ σαφής έκφρασις της εκκλησιαστικής πολιτικής επί τουρκοκρατίας, Θεσσαλονίκη, 1974
- Γριτσόπουλου Τάσου, «Παρατηρήσεις επί μιας νέας μελέτης περί του πατριάρχου Κωνσταντινουπόλεως Γρηγορίου Ε΄», Μνημοσύνη, 6 (1976-1977), σ. 299-332. [απάντηση στην αμέσως προηγούμενη εργασία του Ζαχαρόπουλου]
- Καββαδία Γ.Β., Επανάσταση και κοινωνική δυναμική 1821, εκδ. Αντ. Ν. Σάκκουλα, Αθήνα-Κομοτηνή, 1996, σσ. 120-127
- Γριτσόπουλου Τάσου, «Ο πατριαρχικός αφορισμός κατά Υψηλάντη και το πραγματικόν αυτού νόημα», Μνημοσύνη, 14 (1998-2000), σ. 3-32.
- Γεώργιου Ζώρα, Ο απαγχωνισμός του πατριάρχου Γρηγόριου Ε΄εις έκθεσιν του Ολλανδού επιτετραμμένου Κων/πόλεως, χ.ο., 1976
- Παναγιώτη Παπαθεοδώρου, Ο Γρηγόριος Ε΄ και η επανάσταση του 21, Αθήνα - Τήνος 1986
- Θεόδωρου Ζήση, Ο πατριάρχης Γρηγόριος Ε΄στη συνείδηση του γένους, Θεσσαλονίκη, Α/φοι Κυριακίδη 1986
- Βασίλειος Καραγεώργος, Η πατριαρχική εγκύκλιος του Γρηγορίου Ε΄προς τους Επτανησίους: το Οικουμενικό Πατριαρχείο και η Γαλλική Επανάσταση, χ.ο 2000. [ανάτυπο από χαριστήριο τόμο προς τιμή πατριάρχου Βαρθολομαίου]
- Μελά Σπυρίδωνα, Ματωμένα ράσα, εκδ. Μιχ. Σαλίβερος, 1934
- Μανάφη Κων/νου, Ανέκδοτον Καραμανλιστί σιγίλλιον του πατριάρχου Γρηγορίου Ε΄περί της εν Νεαπόλει (Νεβ Σεχερί) Καππαδοκίας κοινοτικής σχολής, χ.ο, 1970 [ανάτυπο από Μικρασιατικά Χρονικά, τ. 14 (1970)]
- Κων/νος Κροκυδάς, Βίος και πολιτεία του ιερομάρτυρος Γρηγορίου πατριάρχου Κων/πόλεως, Αθήνησι εκδ. Φ. Καραμπίνος, 1853
- Χριστόδουλος  Αρχιεπίσκοπος Αθηνών, Γρηγόριος Ε΄ Ο Εθνάρχης της οδύνης, Αποστολική Διακονία, Αθήνα 2004
- Ζήση Θεόδωρου πρωτοπρεσβύτερου, Ιεράρχες εθνάρχες, Γρηγόριος Ε', Χρυσόστομος Σμύρνης, Θεσ/νίκη, Τέρτιος, 2003
- Κων/νου πρεσβυτέρου Οικονόμου, Λόγος επιτάφιος εις τον αείμνηστον πατριάρχην Κων/πόλεως Γρηγόριον εκφωνηθείς εις Οδυσσόνεν τη Ρωσσική εκκλησία της Μεταμορφώσεως τη 19η Ιουνίου 1821, Πετρούπολις, τυπογραφείο Ν. Γρέτς 1821 [ανάτυπο διαθέσιμο σε συλλογές βιβλιοθήκης θεολογικής Αθηνών, Μ.Ι.Θ.Ε πανεπ. Αθηνών, σπουδαστήριο βυζαντινών και νεοελλ. σπουδών Παν/μίου Αθηνών]
- Σταμάτιος Οικονομίδης, Το Χρονικό του απαγχονισμού του πατριάρχου Κων/πόλεως Γρηγορίου Ε΄ κατ' αφήγηση του πρώην Μετρών και είτα Συλλιμβρίας κ.κ Ζαχαρία αυτόπτου μάρτυρος γενομένου, Αθήναι, Εταιρεία Θρακικών Μελετών, 1964
- Καραμπελιά Γιώργου, Κοραής και Γρηγόριος Ε. Κοινωνικές συγκρούσεις και διαφωτισμός στην προεπαναστατική Σμύρνη(1788-1820), Εναλλακτικές εκδόσεις, Αθήνα, 2009
- πρεσβ.Γερ.Ζαμπέλη, «Ο Άγιος Γρηγόριος Ε' και η πρόκληση του Ευρωπαικού Διαφωτισμού» ΚΟΙΝΩΝΙΑ (ΑΠΡΙΛΙΟΣ-ΙΟΥΝΙΟΣ 1998), σσ.171-179
- Ν.Ε.Σκιαδάς, «Το τυπογραφείο του πατρ. Γρηγορίου Ε΄ και οι εκδόσεις του» Νέα Εστία, τομ. 100, (1980),σελ.880-890
- Κωνσταντίνος Σάθας, Βιογραφίαι των εν τοις γράμμασι διαλαμψάντων Ελλήνων από της καταλύσεως της Βυζαντινής Αυτοκρατορίας μέχρι της Ελληνικής Εθνεγερσίας 1453-1821, εκδ. Κουλτούρα,1990, σελ.620-624

## Зовнішні посилання
- Григорій Є.Д.: зрадник чи свідок? -Інтерв'ю з істориками Василісом Креммідасом, Василісом Панайотопулосом